# Beirut 39
Beirut 39 var huvudprojektet när Beirut var Unescos bokhuvudstad 2009. De 39 främsta unga författarna med arabisk bakgrund utsågs. För att kunna väljas ut till projektet skulle man vara född 1970 eller senare, och ha rötter i arabvärlden. Juryn bestod av den egyptiska litteraturkritikern Gaber Asfour, den libanesiska poeten Abdo Wazen, den libanesiska författaren Alawiya Sobh och den omanska poeten och chefredaktören Saif al-Rahbi.
Man fick in över 480 nomineringar från hela världen. De 39 vinnarna publicerades 2010 i en antologi sammanställd av Samuel Shimon i samarbete med författarna själva. Under litteraturfestivalen Hay Festival, som hölls i Beirut i april 2010, hölls seminarier med flera av de utvalda författarna.

## Utvalda författare
- Abdelaziz Errachidi (född 1978)
- Abdelkader Benali (född 1975)
- Abdellah Taia (född 1973)
- Abderrahim Elkhassar (född 1975)
- Abderrazak Boukebba (född 1977)
- Abdullah Thabit (född 1973)
- Adania Shibli (född 1974)
- Ahmad Saadawi (född 1973)
- Ahmad Yamani (född 1970)
- Ala Hlehel (född 1974)
- Bassim al Ansar (född 1970)
- Dima Wannous (född 1982)
- Faïza Guène (född 1985)
- Hala Kawtharani (född 1977)
- Hamdy el Gazzar (född 1970)
- Hussein al Abri (född 1972)
- Hussein Jelaad (född 1970)
- Hyam Yared (född 1975)
- Islam Samhan (född 1982)
- Joumana Haddad (född 1970)
- Kamel Riahi (född 1974)
- Mansour El Souwaim (född 1970)
- Mansoura Ez Eldin (född 1976)
- Mohammad Hassan Alwan (född 1979)
- Mohammad Salah al Azab (född 1981)
- Nagat Ali (född 1975)
- Najwa Binshatwan (född 1970)
- Najwan Darwish (född 1978)
- Nazem El Sayed (född 1975)
- Rabee Jaber (född 1972)
- Randa Jarrar (född 1978)
- Rosa Yassin Hassan (född 1974)
- Samar Yezbek (född 1970)
- Samer Abou Hawwash (född 1972)
- Wajdi al Ahdal (född 1973)
- Yahya Amqassim (född 1971)
- Yassin Adnan (född 1970)
- Youssef Rakha (född 1976)
- Zaki Baydoun (född 1981)